# World Invitation Tournament
Als World Invitation Tournament wurden im Badminton Einladungsturniere bezeichnet, die in Ermangelung einer Weltmeisterschaft (die erste Badminton-Weltmeisterschaft fand erst 1977 statt) Spitzenspieler aus allen bedeutenden Badmintonnationen in einer Art inoffiziellen Weltmeisterschaft einte.

## Austragungen
In Schottland fanden von 1954 bis 1974 in der Kelvin Hall in Glasgow dreizehn World Invitation Tournaments statt. Im November 1972 startete die asiatische Konkurrenz in Jakarta ihr erstes eigenes World Invitation Tournament. Weitere folgten im Oktober 1974 in Jakarta und im September 1975 in Kuala Lumpur. 1972 wurden nur die Herrenwettbewerbe ausgetragen, 1974 und 1975 waren auch die Frauen am Start. Die einzigen Siege für Europa gingen bei den drei Veranstaltungen auf das Konto von Margaret Beck. Sie gewann 1974 das Einzel und 1975 das Doppel gemeinsam mit Gillian Gilks. 1978 organisierte der Weltverband WBF noch einmal ein eigenes Einladungsturnier kurz vor den erstmals ausgetragenen Weltmeisterschaften dieses Verbandes.

## Die Sieger in Schottland
| Saison | Herreneinzel       | Dameneinzel       | Herrendoppel                           | Damendoppel                          | Mixed                                             |
| ------ | ------------------ | ----------------- | -------------------------------------- | ------------------------------------ | ------------------------------------------------- |
| 1954   | Eddy Choong        | nicht ausgetragen | Ooi Teik Hock Ong Poh Lim              | Iris Cooley June White               | Jørgen Hammergaard Hansen Birgit Schultz-Pedersen |
| 1956   | Joe Alston         | nicht ausgetragen | Jørgen Hammergaard Hansen Finn Kobberø | Margaret Varner Lois Alston          | Finn Kobberø Marjory B. Forrester                 |
| 1957   | Eddy Choong        | nicht ausgetragen | Jørgen Hammergaard Hansen Finn Kobberø | Margaret Varner Lois Alston          | John R. Best Iris Rogers                          |
| 1958   | Ferry Sonneville   | nicht ausgetragen | Jørgen Hammergaard Hansen Finn Kobberø | Margaret Varner Heather Ward         | Poul-Erik Nielsen Aase Winther                    |
| 1959   | Charoen Wattanasin | nicht ausgetragen | Teh Kew San Lim Say Hup                | Catherine Dunglison Wilma Tyre       | Tony Jordan June Timperley                        |
| 1960   | Finn Kobberø       | nicht ausgetragen | Poul-Erik Nielsen Finn Kobberø         | Margaret Varner Pratuang Pattabongse | Poul-Erik Nielsen Hanne Jensen                    |
| 1962   | Charoen Wattanasin | nicht ausgetragen | Jørgen Hammergaard Hansen Finn Kobberø | Karin Jørgensen Ulla Rasmussen       | Robert McCoig Wilma Tyre                          |
| 1963   | Erland Kops        | nicht ausgetragen | Poul-Erik Nielsen Erland Kops          | Karin Jørgensen Ulla Rasmussen       | Poul-Erik Nielsen Ulla Rasmussen                  |
| 1965   | Erland Kops        | nicht ausgetragen | Tan Yee Khan Ng Boon Bee               | Margaret Barrand Jennifer Pritchard  | Tony Jordan Jennifer Pritchard                    |
| 1966   | Tan Aik Huang      | nicht ausgetragen | Tan Yee Khan Ng Boon Bee               | Margaret Barrand Jennifer Horton     | Tony Jordan Jennifer Horton                       |
| 1969   | Tan Aik Huang      | nicht ausgetragen | Tony Jordan Roger Powell               | Noriko Takagi Hiroe Amano            | Tony Jordan Susan Whetnall                        |
| 1971   | Sture Johnsson     | Eva Twedberg      | Mac Henderson Jim Ansari               | Eva Twedberg Maureen Hume            | Fraser Gow Joanna Flockhart                       |
| 1974   | Svend Pri          | Hiroe Yuki        | Punch Gunalan Dominic Soong            | Machiko Aizawa Etsuko Takenaka       | Robert McCoig Margaret Beck                       |

## Die Sieger in Asien
| Saison | Herreneinzel   | Dameneinzel       | Herrendoppel              | Damendoppel                 | Mixed                           |
| ------ | -------------- | ----------------- | ------------------------- | --------------------------- | ------------------------------- |
| 1972   | Rudy Hartono   | nicht ausgetragen | Tjun Tjun Johan Wahjudi   | nicht ausgetragen           | nicht ausgetragen               |
| 1974   | Svend Pri      | Margaret Beck     | Tjun Tjun Johan Wahjudi   | Minarni Regina Masli        | Christian Hadinata Regina Masli |
| 1975   | Liem Swie King | Hiroe Yuki        | Tjun Tjun Johan Wahjudi   | Margaret Beck Gillian Gilks | Christian Hadinata Regina Masli |
| 1978   | Chen Tianlung  | Liang Qiuxia      | Tang Xianhu Lin Shinchuan | Li Fang Liang Qiuxia        | Fu Han Ping Amy Chan            |